# M230機関砲
M230機関砲（M230きかんほう）は、ヒューズ・ヘリコプターズ社が開発した30mm口径のチェーンガン。AH-64 アパッチの搭載機関砲として装備化された。

## 来歴
ヒューズ・ヘリコプターズは、1972年より、電動機による自動機構を備えた機関砲の開発に着手した。当初は20×102mm弾仕様として計画されていたが、同年、アメリカ陸軍が次期攻撃ヘリコプター（Advanced Attack Helicopter: AAH）計画向けとして新しい30mm機関砲の要求事項を提示したことから、これに準じて、アメリカ陸軍武器コマンド（WECOM）が開発した30mm口径弾（30×100B弾）を使うように変更し、1973年4月には試作品による試射に成功した。これがM230で、1974年夏には第2世代の試作品も登場し、合計25万発もの試射に成功していた。
その後、1976年にAAH計画の要求事項が変更され、使用弾薬がイギリスのADENやフランスのDEFA 550と同規格（30×113mmB）となったことから、これに従って設計が変更された。これがM230E1であり、AAH計画に応募していたYAH-64への搭載を想定するとともに、AH-1Sのユニバーサルターレットにも搭載可能とされた。1984年には、AAH計画を経て実用化されたAH-64の搭載機関砲として装備化された。

## 構造
本砲を含め、チェーンガンは単砲身で単遊底を有し、外部動力によって駆動機構部のチェーンが回転することで射撃が行われる。遊底は回転閉鎖式で、オープンボルト式の発射サイクルに準じて後座および複座の工程を繰り返す。このようなメカニズムがあることから、不発弾があっても空薬莢と同様に自動的に排出されるほか、バースト長や射撃速度に依存せず一定の射撃精度を確保できるなど、攻撃ヘリコプターの搭載機関砲として望ましい特性を備えている。
基本となる航空機関砲モデルは重量56 kg、砲身は36口径長で初速は800メートル毎秒である。リンクレス方式の送弾機構を用いており、標準的な発射速度は毎分625発とされる。また、地上用・艦載用として標準的なリンクを用いた送弾機構に変更したM230LFも開発されており、発射速度は毎分200発に低下する一方、砲身は51口径長に延長され、初速も838メートル毎秒に向上している。

## 運用史
1998年8月20日、陸軍戦闘車両軍備コマンド武装・化学・兵站活動部（Tank-automotive and Armaments Command Armament and Chemical and Logistics Activity, TACOM-ACALA）とマクドネル・ダグラスヘリコプターシステム（MDHS）は、AH-64用のM230 30mm機関砲のスペアパーツについて契約した。この契約は、従来の契約プロセスではなく、カタログから直接請求したパーツを取り寄せることができる。この方式により、政府が事前に大量購入し部品在庫を確保するのではなく、陸軍が必要になった分だけの購入が可能となった。
それに加えて、部品の輸送は後方の物資集積所ではなく前線の部隊に対して行われ、集積所から前線までのタイムロスを短縮できる。この契約は、行政処理や生産による所要時間を短縮しており、発注時間も9時間から3週間以下の範囲で短縮されている。
また、行政コストの削減は防衛契約監査局（DCAA）やTACOM-ACALA、MDHSのマンパワーの節約にもなった。

### 搭載機
- AH-64 アパッチ - AH-64D アパッチ・ロングボウ
- WAH-64 アパッチ
- MH-60L ブラックホーク
- ACN-235 ガンシップ

## 登場作品

### 映画
『アパッチ』
アメリカ陸軍のAH-64A アパッチに搭載されたものが、敵攻撃ヘリコプターとのドッグファイト時に使用される。
『シン・ゴジラ』
陸上自衛隊のAH-64Dに搭載されたものが、ゴジラの東京都内侵入を防ぐために行われたB-2号計画「タバ作戦」の威力偵察時に使用され、第4形態となったゴジラの頭部に対して発砲する。
『ランペイジ 巨獣大乱闘』
アメリカ陸軍のAH-64に搭載されたものが、シカゴで暴れる3体の巨獣への攻撃に使用される。このうち主人公のデイビスも墜落したAH-64の射撃手席に乗り込む形で使用する。

### アニメ・漫画
『続・戦国自衛隊』
戦国時代にタイムスリップし徳川家康に味方するアメリカ軍のAH-64D アパッチ・ロングボウに搭載されたものが、同様にタイムスリップし石田三成に味方する自衛隊に対して使用される。
『名探偵コナン 漆黒の追跡者』
黒ずくめの組織が所有するAH-64A アパッチに搭載されたものが、江戸川コナンに対して使用され、その強烈な威力により東都タワーが甚大な被害を受ける。
『日本沈没』
一色登希彦の漫画版に登場。V-22オスプレイを深海調査艇「ケルマデック号」の運用母機に改造した「V-22改」の機体下部に搭載されており、主人公の小野寺が単発射撃で使用する。

### 小説
『MM9』
第1巻、及び第2巻「―invasion―」に登場。陸上自衛隊のAH-64Dに搭載されたものが、第1巻では怪獣1号「グロウバット」に使用され、第2巻では怪獣6号「ゼロケルビン」に対して使用される。
『ゼロの迎撃』
第4対戦車ヘリコプター隊所属のAH-64Dに搭載されたものが、ハイジャックされた貨物機を撃墜するために使用される。
『日本北朝鮮戦争 自衛隊武装蜂起』
陸上自衛隊のAH-64Dに搭載されたものが、難民船に紛れてはつゆき型護衛艦「はまゆき」を攻撃していた北朝鮮の工作船に対して使用され、工作船の機関砲と迫撃砲の射手を一掃する。
『日本国召喚』
陸上自衛隊のAH-64Dに搭載されたものが、ロウリア王国軍騎馬隊やパーパルディア皇国皇軍陸戦隊への攻撃に使用される。漫画版ではAH-64D自体が登場していないので、M230も登場しない。
『富士山噴火』
高嶋哲夫の小説。富士山南部へと流れる溶岩をせき止めるべく山を爆破して堰にする際、山肌が硬く爆薬の設置に手間取ったため、陸上自衛隊のAH-64Dに搭載されたものが山肌を削るために急遽使用される。
『ルーントルーパーズ 自衛隊漂流戦記』
異世界に飛ばされた陸上自衛隊のAH-64Dに搭載されたものが、フィルボルグ継承帝国の竜騎士に対して使用される。

### ゲーム
『Wargame Red Dragon』
NATO陣営のアメリカ軍デッキで使用可能なAH-64A アパッチ、AH-64D アパッチ・ロングボウ、MH-60L ブラックホークの武装として登場する。
『エースコンバット アサルト・ホライゾン』
AH-64Dに搭載されて登場する。弾数に制限はないが、長時間の連射でオーバーヒートする。
『バトルフィールドシリーズ』
『BF2』
AH-64Dに搭載されて登場する。
『BF2MC』
AH-64Dに搭載されて登場する。
『BFBC』
AH-64Dに搭載されて登場する。
『BFBC2』
AH-64Dに搭載されて登場する。
『マーセナリーズ』
国連軍が使用するAH-64D（作中での名称は「YAH-56」）に搭載されて登場する。